# Ianduba paubrasil
Ianduba paubrasil is een spinnensoort uit de familie van de loopspinnen (Corinnidae).
De wetenschappelijke naam van de soort werd in 1997 gepubliceerd door Alexandre Bragio Bonaldo.